# 教育美術振興会
公益財団法人教育美術振興会（こうえきざいだんほうじん きょういくびじゅつしんこうかい）は、東京都台東区に本部を置き、日本で唯一美術教育の月刊誌『教育美術』（1935～）を発行するほか、幼稚園・保育所、小・中学校を対象とした子どもの絵の展覧会「全国教育美術展」（1922～）、および美術教育に関する実践研究を表彰する「教育美術・佐武賞」を主催している。元文部科学省初等中等教育局教育課程課所管。

## 概要
元会長の森戸辰男は、日本国憲法のもととなったとされる憲法草案を作成した高野岩三郎が中心となる憲法研究会のメンバーであり、戦後、文部大臣も務めた。日本国憲法第25条の生存権は、いわゆるマッカーサー・ノートには記載がなかったが、森戸が国会で提案し成立させたもの。

## 沿革
- - 1937年　発足
  - 1952年　法人認可
- 代表者　会長　海部俊樹
- 本部所在地　東京都台東区柳橋2-20-16